# Đại học Corvinus Budapest
Đại học Corvinus Budapest (tiếng Hungary: Budapesti Corvinus Egyetem, BCE), (tiếng Anh: Corvinus University of Budapest, CUB) là một trường đại học công lập ở Budapest, Hungary. Theo định hướng cá nhân của trường, Corvinus là một đại học nghiên cứu theo thiên hướng giáo dục. Trường nghiên cứu và giảng dạy các ngành Kinh tế, Quản trị Kinh doanh và Khoa học Xã hội.
Đại học Corvinus tiếp nhận sinh viên tại 3 khoa và đào tạo trình độ đại học, thạc sĩ và tiến sĩ ở các chuyên ngành bằng tiếng Hungary, tiếng Anh, tiếng Pháp hoặc tiếng Đức.
Đại học Corvinus thường xuyên được xếp hạng trong các bảng xếp hạng giáo dục về uy tín giáo dục, chuyên nghiệp và sự công nhận của xã hội. Trường có mặt trong top 50 chương trình Thạc sĩ Châu Âu, chuyên ngành Quản lý do báo Financial Times xếp hạng, và là đại học Hungary đầu tiên nằm trong danh sách xuất sắc nhất ở lĩnh vực nông nghiệp.
Nhiều Bộ trưởng Tài chính, Thống đốc Ngân hàng Quốc gia và Thủ tướng Hungary là cựu sinh viên của Đại học Corvinus.

## Lịch sử
Năm 1846, Trường Công nghiệp József khai giảng khóa đầu tiên với các khoa Kinh tế và Thương mại cho các sinh viên lớp trên. Tiền thân của Đại học Corvinus chính là Khoa Kinh tế của Đại học Hoàng gia Hungary, được thành lập năm 1920. Khoa hoạt động độc lập và được cấp chức danh tương đương các khoa ở các trường đại học khác.
Vào năm 1934, khoa này sáp nhập với những đại học khác, bao gồm Đại Học Công nghệ để tạo thành Đại học Công nghệ và Kinh tế Hoàng gia Hungary Palatine Joseph. Trường bắt đầu đào tạo các nhà kinh tế học hiện đại vào năm 1948, cũng là lúc Đại học Kinh tế Hungary được thành lập sau quyết định phân tách. Kể từ đó, đại học trải qua rất nhiều lần đổi tên. Năm 1953, trường được biết đến với tên Đại học Khoa học Kinh tế Karl Marx. Thể chế chính trị thay đổi vào năm 1990 ở Hungary, dẫn đến việc đổi tên trường thành Đại học Kinh tế Budapest.
Vào năm 2000, với sự sáp nhập cùng với trường Cao đẳng Quản lý công, trường được đổi tên thành Đại học Khoa học Kinh tế và Quản lý công Budapest (BUESPA). Trường Cao đẳng Quản lý công trước đó được thành lập vào năm 1977. 
Đến năm 2003, 3 khoa của Đại học Trồng trọt (khi ấy là một phần của Đại học Szent István) đã được sáp nhập vào BUESPA. Tiền thân của khoa Trồng trọt, Trường Thực hành Vườn tược (1853 - 1860) là nơi đầu tiên đào tạo chuyên nghiệp ngành Trồng trọt ở Hungary. Trường được thành lập và quản lý bởi học giả, nhà báo tiến sĩ Trồng trọt Ferenc Entz (1805 - 1877), người từng là thành viên thường trực của Học viện Khoa học Hungary (HAS).
Vào năm 1939, Viện Trồng trọt Hoàng gia được thành lập. Trường bao gồm ba khoa: Nông nghiệp, Trồng trọt, và Kiến trúc Cảnh quan, duy nhất ở Hungary lúc bấy giờ.
Tên hiện tại của trường được chuyển vào năm 2004.
Tên trường, Đại học Corvinus, được lấy từ tên Corvinae (codices). Bibliotheca Corviniana là một trong những thư viện nổi tiếng nhất của thế giới phục hưng, được thành lập bởi vua Matthias Corvinus của Hungary.
Kể từ đầu năm 2016, trường một lần nữa thay đổi cấu trúc, chỉ giữ lại 3 khoa chính thức: Khoa học Quản lý, Khoa học Xã hội và Kinh tế.

## Các khoa
Đại học Corvinus hiện có 3 khoa, giảng dạy nhiều chuyên ngành.

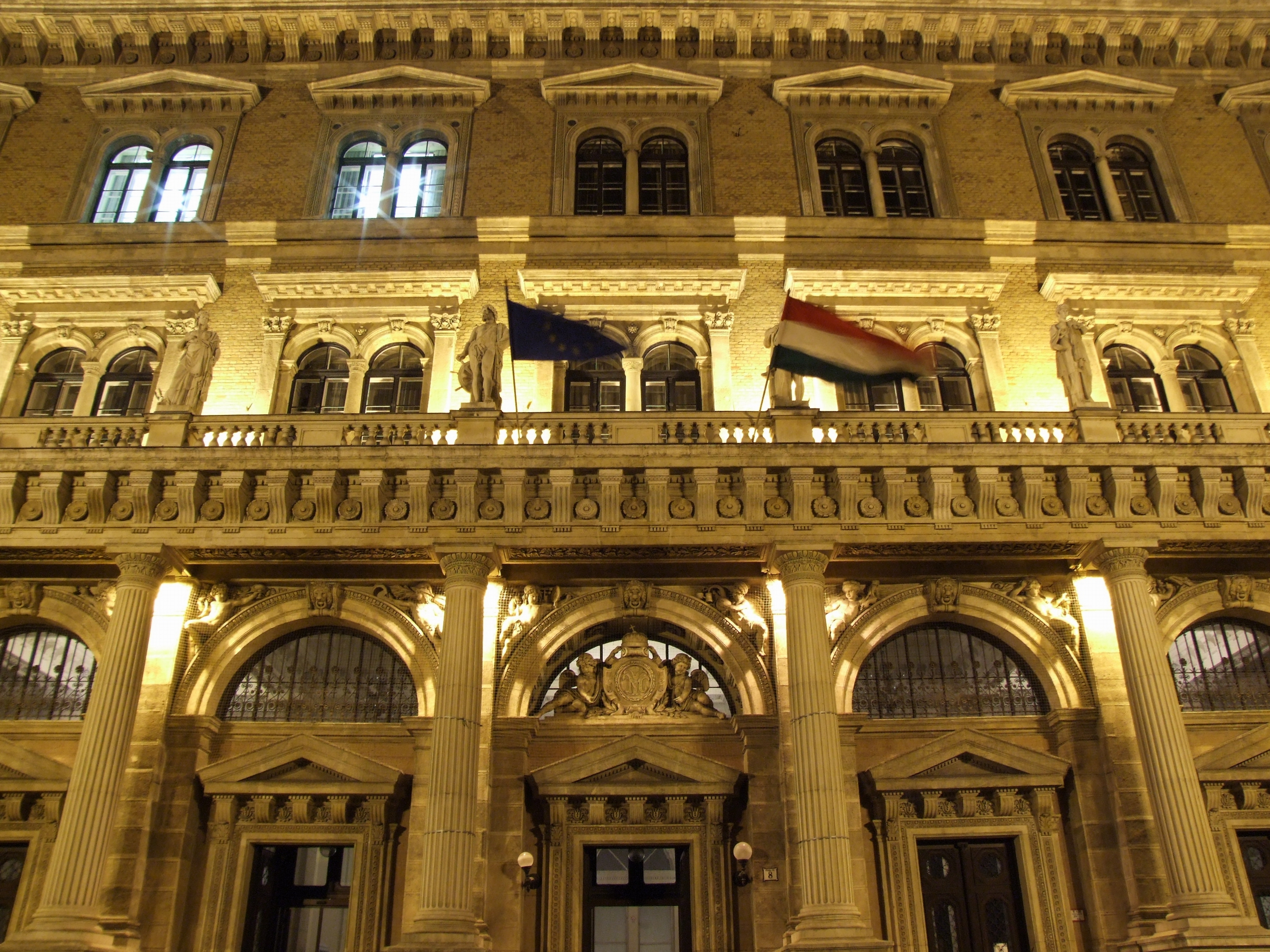
Mặt trước của cơ sở chính

### Khoa học Quản lý (Trường Kinh doanh Corvinus)
- Quản trị Kinh doanh (giảng dạy bằng tiếng Anh)
- Phát triển Kinh tế Nông thôn và Kỹ thuật Nông nghiệp
- Quản trị Hệ thống Thông tin
- Thương mại và Marketing (giảng dạy bằng tiếng Anh)
- Kinh doanh Quốc tế (giảng dạy bằng tiếng Anh)
- Tài chính và Kế toán
- Quản trị Du lịch và Khách sạn

### Kinh tế
- Kinh tế học Ứng dụng (giảng dạy bằng tiếng Anh)
- Quản lý Nguồn Nhân lực
- Phân tích Kinh tế
- Quản lý Dịch vụ Công
- Bảo hiểm và Toán Tài chính
- Phân tích Toán Kinh tế
- Quản lý Công và Chính sách công (giảng dạy bằng tiếng Anh)

### Khoa học Xã hội
- Khoa học Truyền thông (giảng dạy bằng tiếng Anh)
- Quan hệ Quốc tế (giảng dạy bằng tiếng Anh)
- Khoa học Chính trị
- Xã hội học (giảng dạy bằng tiếng Anh)
- Nền Kinh tế Quốc tế và Kinh doanh (giảng dạy bằng tiếng Anh)

## Vị trí và kiến trúc

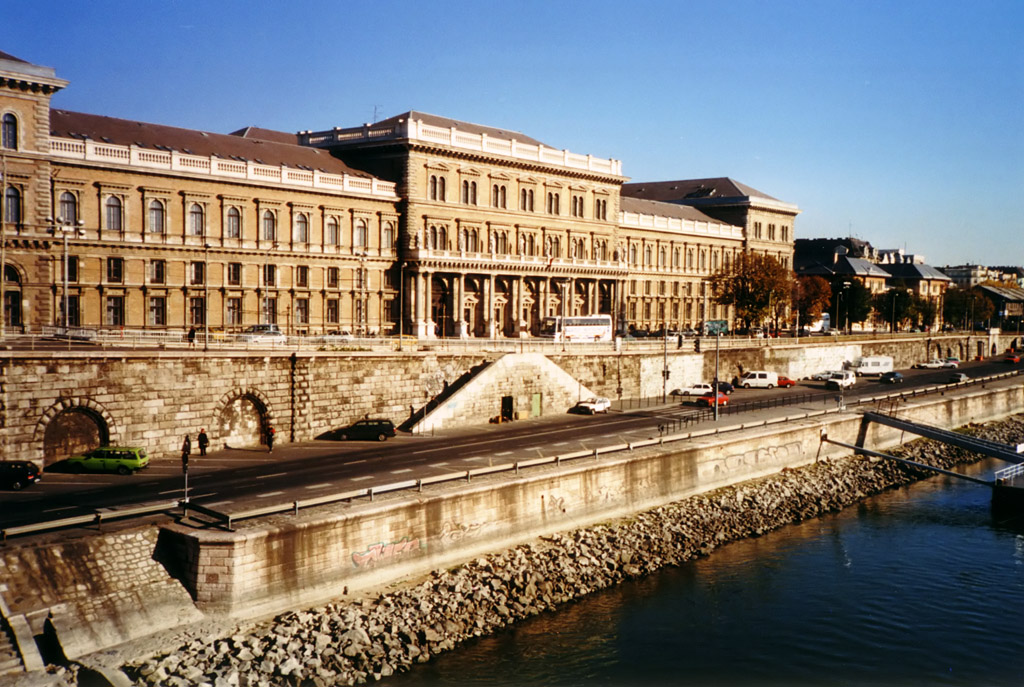
Tòa nhà chính

Đại học Corvinus nằm ở nội thành Budapest. Các khoa của trường hoạt động trong nhiều tòa nhà ở trung tâm thành phố Budapest.

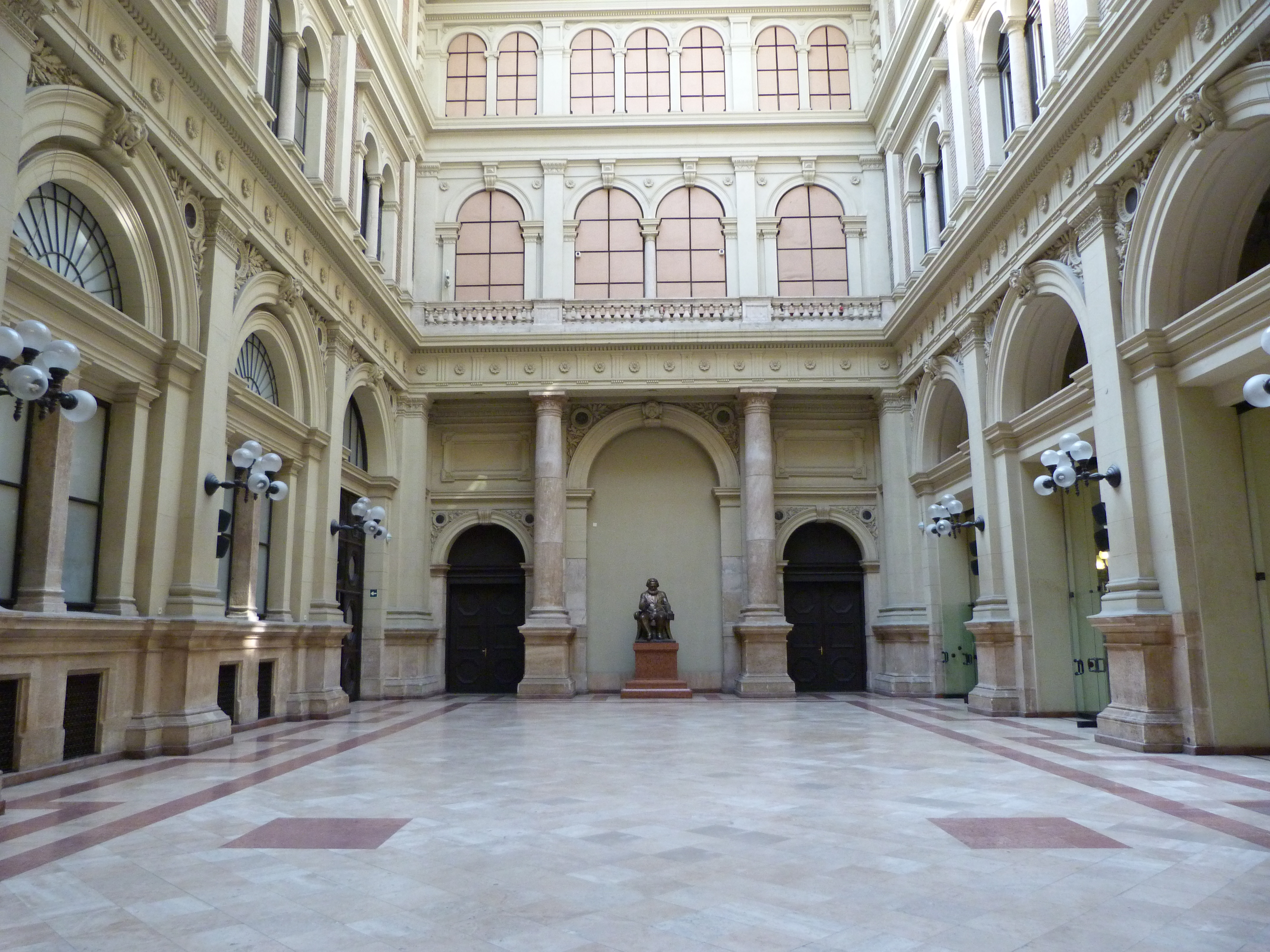
Sảnh chính của trường

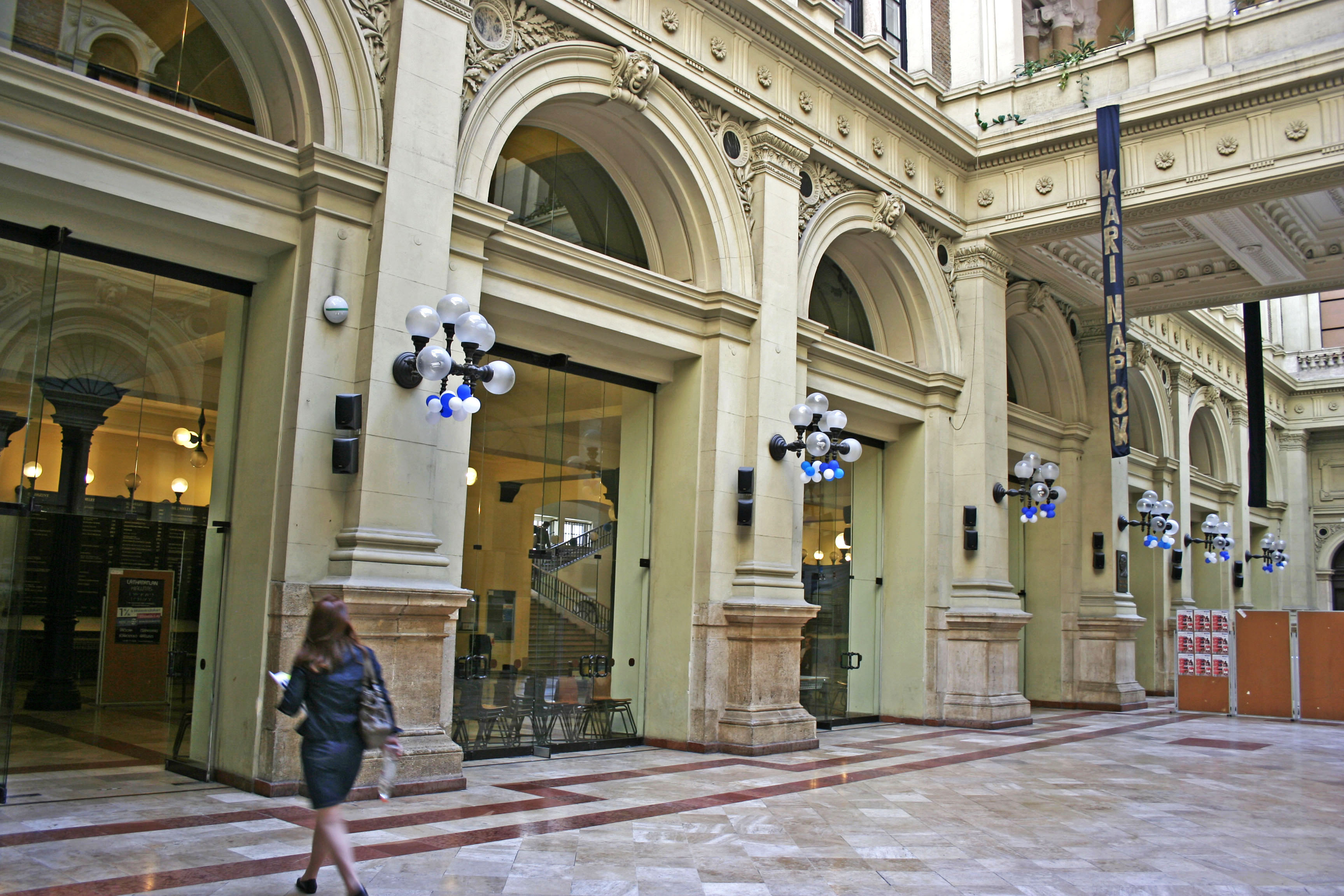
Lối vào có mái che

Tòa nhà chính của đại học là một trong những Di sản thế giới được công nhận bởi UNESCO. Cơ sở này nằm bên bờ trái của sông Danube, kế bên khu Grand Market Hall và đối diện với Đại học Công nghệ và Kinh tế Budapest phía bên kia sông. Tòa nhà được thiết kế bởi Miklós Ybl theo phong cách Tân phục hưng, với mục đích làm trụ sở chính cho Cục Hải quan. Tòa nhà được hoàn thành vào năm 1874 và từng được gọi với tên "Vámház" (tòa nhà Hải quan) và "Fővámpalota" (Cung điện Hải quan). Tên này cũng được dùng để đặt cho đại lộ gần cạnh. Tòa nhà thông tới các cảng của sông Danube qua bốn đường hầm. Nơi đây cũng có kết nối với một đường sắt. Trong chiến tranh thế giới thứ hai, quân Đức và Xô Viết đã từng dùng toà nhà làm căn cứ quân sự và chịu ảnh hưởng nặng nề trong thời chiến. Năm 1948, nó là trụ sở chính của trường Đại học Kinh tế. Tòa nhà trải qua nhiều lần trùng tu lớn, vào năm 1950 và 1989-1990.
Hầu hết việc giảng dạy và học tập hiện tại của các khoa diễn ra tại trụ sở này. Đây cũng nơi đặt văn phòng Hiệu trưởng và các phòng ban quản lý của đại học.

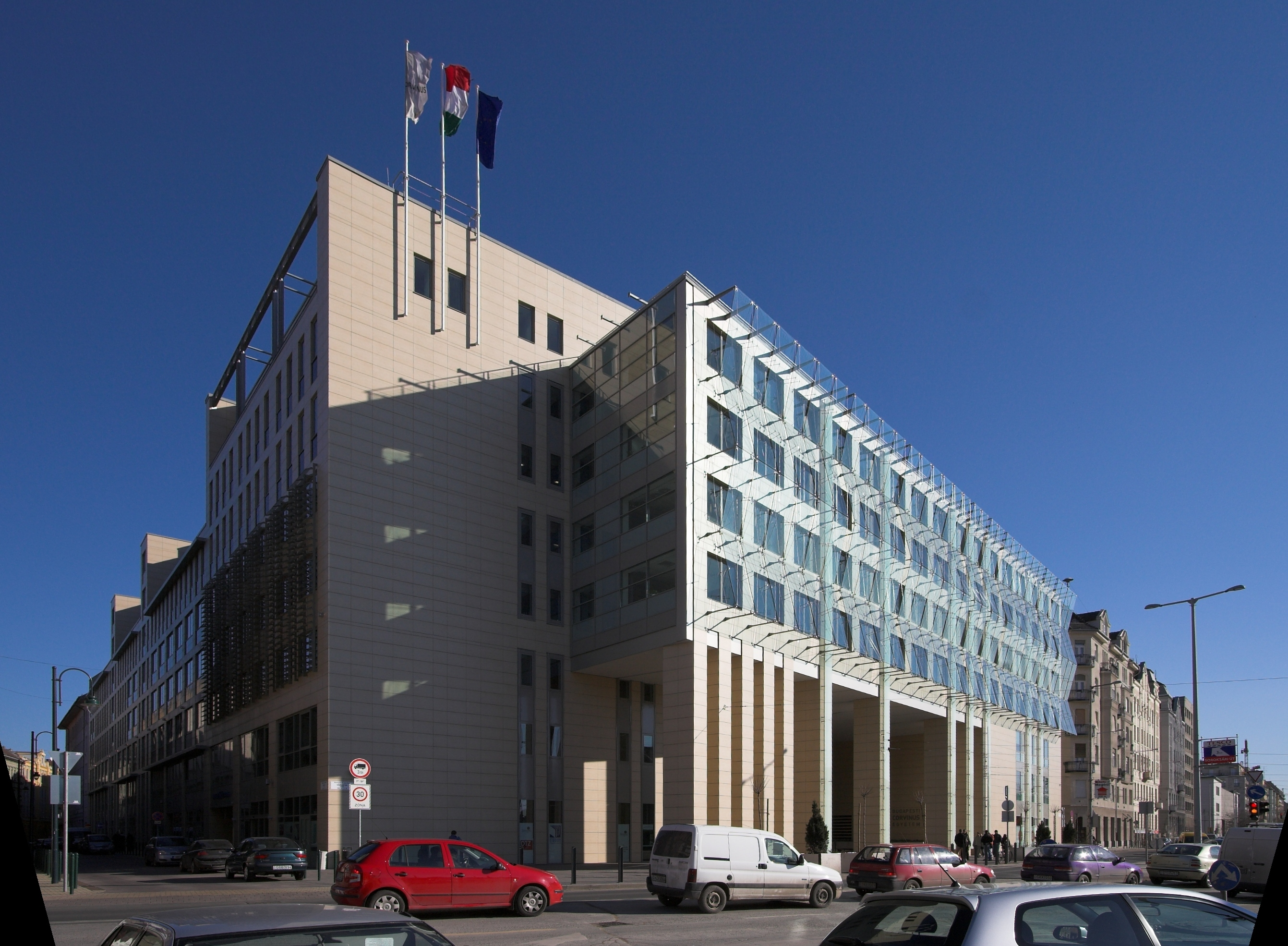
Cơ sở mới trên đường Közraktár được khánh thành vào năm 2007

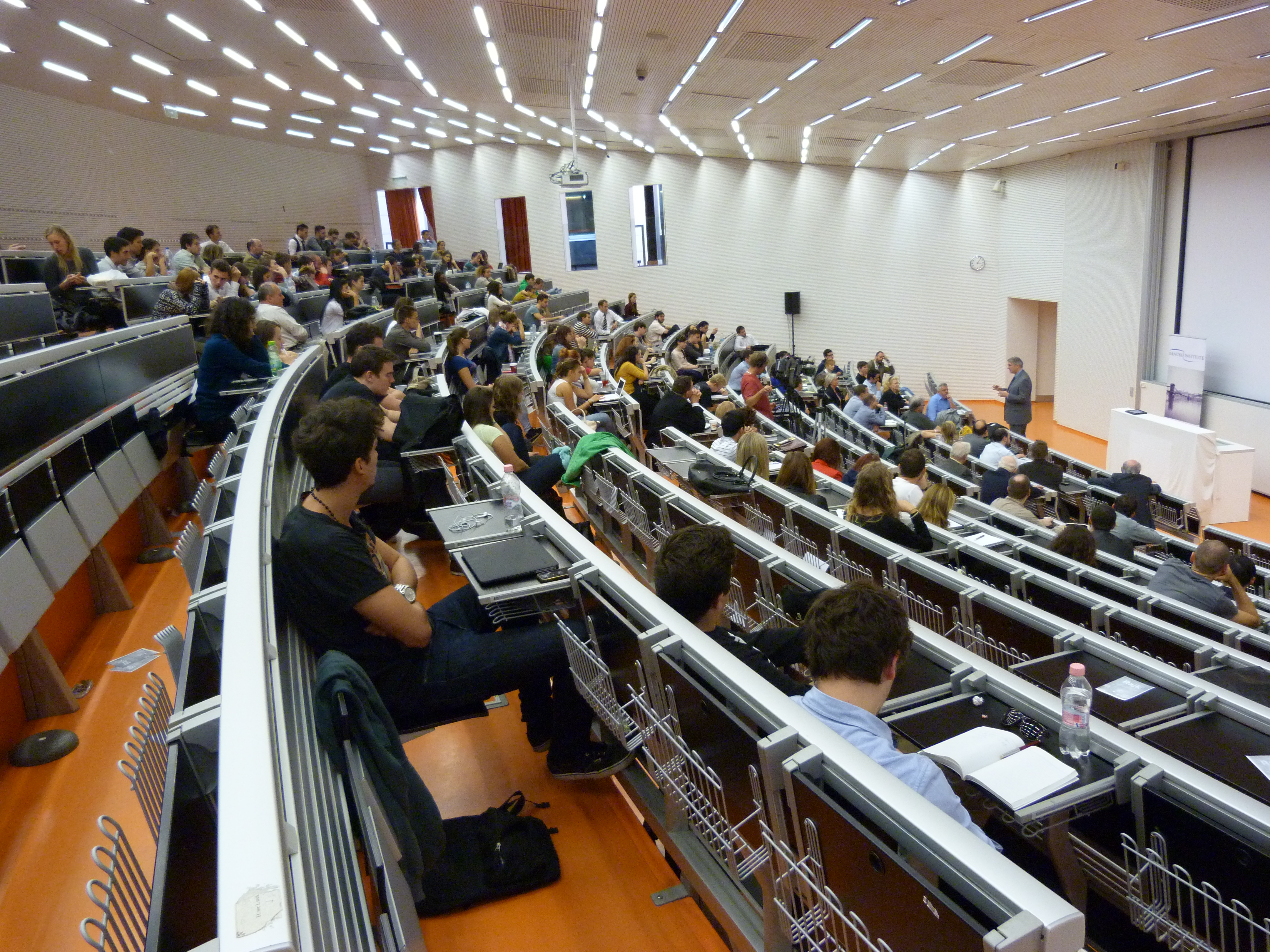
Giảng đường tại cơ sở mới

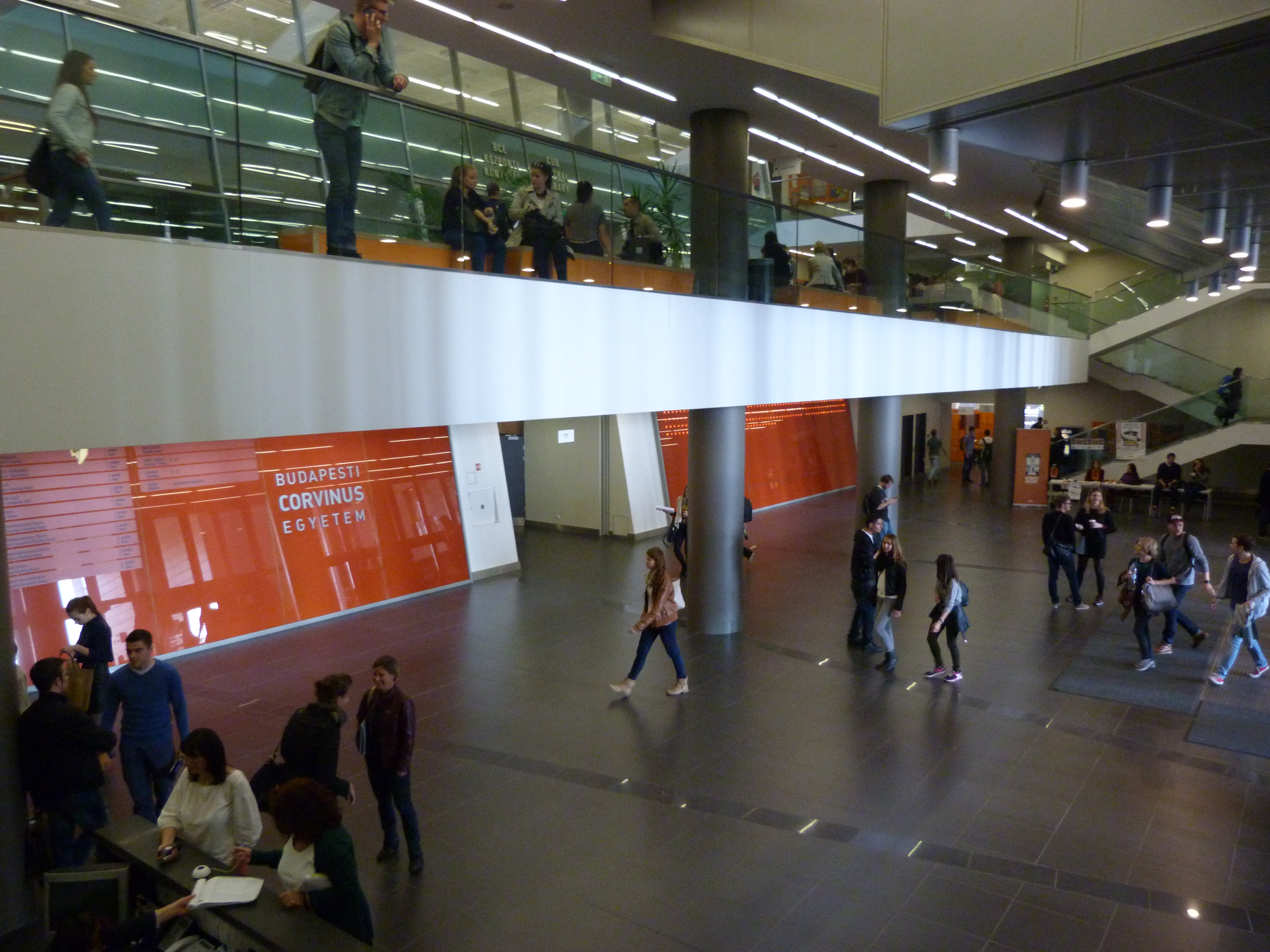
Thư viện trung tâm

Tòa nhà mới trên đường Közraktár của trường được hoàn thành vào năm 2007. Diện tích sử dụng của tòa nhà là 50,000 m² , bao gồm văn phòng và khu vực giảng dạy. Tòa nhà có nhiều khu vực cộng đồng, thư viện trung tâm với sức chứa 450 người với 100.000 đầu sách, và 2 phòng máy tính có kết nối đến chương trình học online và kho dữ liệu nghiên cứu.

## Sinh viên

### Các bộ phận sinh viên
Trong năm học 2015-2016, đại học Corvinus đã giảng dạy cho 10.948 sinh viên, trong đó có 12,9% (1408) là sinh viên quốc tế. Trường xây dựng chất lượng giáo dục dựa trên tiêu chuẩn quốc tế. Trong những năm qua, trường đã đón nhận tổng cộng hơn 5000 sinh viên quốc tế đến từ 83 quốc gia.

### Các tổ chức sinh viên
Các tổ chức sinh viên lớn của trường bao gồm:
- Hội đồng Sinh Viên
- AEGEE
- AIESEC
- Hungarian Model United Nations Society
- Erasmus Student Network Corvinus

### Trung tâm Truyền thông Sinh Viên Corvinus
Trung tâm Truyền thông Sinh viên được thành lập vào năm 2012 bởi Văn phòng Công đoàn Sinh viên Corvinus. Mục đích của trung tâm là hợp nhất đồng bộ các hoạt động truyền thông của đại học, cũng như các hoạt động truyền thông của sinh viên. Trung tâm chịu trách nhiệm quản lý, biên tập và phát hành các ấn phẩm sau:
- Közgazdász (Nhà Kinh Tế): tạp chí truyền thống, chính thức của Đại học Corvinus và là tạp chí đại học lớn nhất cả nước. Tạp chí đã trải qua nhiều giai đoạn thay đổi, nhưng phương pháp lấy sinh viên làm trọng tâm vẫn luôn được giữ vững. Nội dung của tạp chí là từ 20-28 trang về tin tức công cộng mới nhất từ trường, cũng như các bài viết về nghề nghiệp, khoa học và văn hóa. Tạp chí xuất bản 2 tuần/lần trong các học kì.
- Corvinus Offline: tạp chí sinh viên Corvinus. Tạp chí được sáng lập bởi nhóm sinh viên trẻ với nội dung bao gồm các mục giải trí, văn hóa, thể thao nổi bật diễn ra ở trường và thành phố. Ngoài ra, tạp chí cũng đăng tải những thông tin liên quan đến việc học tập và thi cử cho sinh viên.
- Diễn đàn Corvinus Online
- Corvinus TV
- Corvinus Radio FM

## Các cựu sinh viên nổi bật
- Ancsin László – nhà vô địch môn đấu vật
- Bajnai Gordon – nguyên Thủ tướng Hungary
- Betlen János – nhà báo
- Bokros Lajos – nguyên Bộ trưởng Bộ Tài chính, Chủ tịch Sàn Chứng khoán Budapest
- Csaba László – Giáo sư Kinh tế học, thành viên của Học viện Khoa học Hungary
- Chikán Attila – nguyên Bộ trưởng Kinh tế
- Czene Attila – nhà vô địch Olympic môn bơi
- Beke-Martos Gábor – Giám đốc điều hành của chi nhánh Siemens Hungary
- Ferjancsik Domonkos – vận động viên đấu kiếm
- Herczeg Zoltán – nhà thiết kế thời trang
- Járai Zsigmond – cựu Bộ trưởng Bộ Tài chính, Thống đốc Ngân hàng Quốc gia Hungary
- Kondor Katalin – nhà báo
- Kornai János – nhà kinh tế, thành viên của Học viện Khoa học Hungary
- Kovács Ágnes – nhà vô địch Olympic môn bơi
- Kovács Ákos – ca sĩ, một trong những nghệ sĩ có đĩa đơn bán chạy nhất ở Hungary
- Kupa Mihály – nguyên Bộ trưởng Bộ Tài chính
- László Csaba – nguyên Bộ trưởng Bộ Tài chính
- Matolcsy György – nguyên Bộ trưởng Kinh Tế, Thống đốc Ngân hàng Quốc gia của Hungary hiện tại
- Medgyessy Péter – nguyên Thủ tướng và Bộ trưởng Bộ Tài chính
- Németh Miklós – nguyên Thủ tướng
- Öveges József – giáo sư Vật lý học
- Peter Darvas – nhà Kinh tế học
- Simor András – nguyên Thống đốc Ngân hàng Quốc gia Hungary
- Surányi György – nguyên Thống đốc Ngân hàng Quốc gia Hungary
- Szűrös Mátyás – chính trị gia, nguyên Tổng thống lâm thời
- Varga Mihály – nguyên Bộ trưởng Bộ Tài chính, Bộ trưởng Bộ Kinh tế hiện tại
- Veres János – nguyên Bộ trưởng Bộ Tài chính
- Szijjártó Péter - Bộ trưởng Bộ Ngoại giao và Kinh tế đối ngoại

## Các trường đại học liên kết trao đổi sinh viên

### Châu Phi
- Đại học Witwatersrand
- Trường Quản lý Nhà nước và Kinh tế Rabat

### Châu Mỹ
- Đại học Torcuato di Tella
- Trường Quản lý Kinh tế Sao Paulo, Đại học Sao Paulo
- Đại học Quốc gia Chile
- Đại học McGill, Đại học Simon Fraser, Đại học Ottawa, Đại học Victoria, Đại học Queen's, Đại học Tây Ontario
- Đại học Thái Bình Dương, Peru
- Đại học Montevideo
- Đại học Bentley, Đại học bang California tại Sacramento, Đại học Emory, Đại học Johnson & Wales, Đại học bang New York tại Oswego, Đại học Louisville, Đại học North Carolina, Đại học South Carolina, Đại học South California
- Đại học Montevideo
- Viện Nghiên cứu Quản lý Tối cao

### Châu Đại Dương
- Đại học Công nghệ Queensland, Đại học Sydney
- Đại học Otago

### Châu Á
- Đại học Khoa học và Công nghê Hồng Kông
- Trường Quan hệ Công Chúng London tại Jakarta
- Đại học Keio, Đại học Nihon, Đại học Waseda
- Đại học Akhmet Baitursynov Kostanay, Đại học KIMEP, Đại học Zhetysu
- Đại học Bắc Kinh, Đại học Renmin, Đại học Tài chính Thượng Hải, Đại học Quốc tế học Thượng Hải
- Đại học Sogang, Đại học Hanyang, Đại học Chung-Ang
- Đại học Quốc gia Singapore, Đại học Quản lý Singapore
- Đại học Quốc gia Chengchi, Đại học Yuan Ze

### Châu Âu
- Các đại học ở các quốc gia thành viên của Liên minh châu Âu, Na Uy và Thổ Nhĩ Kỳ thực hiện chương trình trao đổi sinh viên thông qua Chương trình Erasmus[14]